# Tropiska stormen Chantel
Den tropiska stormen Chantal var en kortlivad tropisk storm i norra Atlanten i den Atlantiska orkansäsongen 2007. Den utvecklades den 31 juli från ett icke tropisktområde mellan Bermuda och Cape Cod, och under perfekta förhållanden, så ökade Chantals vindhastighet upp till 85 km/h. Stormen accelererade år nordväst över ett område med kallare vattetemperaturer, och efter en minskning i konvektionen, så meddelade National Hurricane Center att Chantel började utvecklas till en extratropisk cyklon tidigt den 1 augusti. Kort därefter, så passerade resterna över sydöstra innan den åkte i den norra Atlanten.